# 測量士補
測量士補（そくりょうしほ）とは、測量業者に従事して測量を行うために必要となる国家資格である。測量法に基づき、国土交通省国土地理院が所管している。

## 概要
名称に「補」が付く通り、測量業者に従事する測量士が作製した計画に従って測量を行う、つまり測量業者の行う測量において測量士の補佐を行う技術者に求められる資格である。
測量法上、測量士補は、測量士の作製した計画に従い測量に従事するとされる（48条3項）。
なお、土地家屋調査士法の規定により、公共事業に関わる測量が登記にも関わる場合には測量業者が行うことはできず、土地家屋調査士が行う必要がある。ただし、当該測量が測量法第5条に定める測量（公共測量）に該当する場合は、土地家屋調査士であっても、測量士または測量士補の資格を持たずに当該測量に技術者として従事し、または測量業者の登録を受けずに当該測量を請け負うことは違法である（測量法48条1項・55条1項）。
土木や測量の業界内では略して「士補（しほ）」と呼ぶ事がある。

## 資格
下記のいずれかに該当する者に、測量士補となる資格が与えられる。
1. 大学で測量に関する単位を取得して卒業した者。
2. 高等専門学校の土木科等を卒業した者。
3. 測量に関する養成施設で1年間の知識および技能教育を受けた者。
4. 測量士補試験に合格した者。

測量士補となる資格を有する者が、測量士補になろうとする場合は、測量士補名簿への登録を申請しなければならない。
測量士補または測量士の有資格者は、土地家屋調査士の試験のうち土地および家屋の調査および測量についての平面測量および作図の筆記試験（午前試験）が免除される。
測量士補または測量士の有資格者は、補償業務管理士の試験のうち専門科目の筆記試験が免除される。

## 試験
受験資格
年齢、性別、学歴、実務経験などに関係なく受験可能。
検定実施日
毎年、5月中旬頃に実施。
検定会場
北海道、宮城県、秋田県、東京都、新潟県、富山県、愛知県、大阪府、島根県、広島県、香川県、福岡県、鹿児島県、沖縄県で行われる。
試験科目
1. 測量に関する法規
2. 多角測量
3. 汎地球測位システム測量
4. 水準測量
5. 地形測量
6. 写真測量
7. 地図編集
8. 応用測量

計算機は使うことが出来ない。
測量士補試験はマークシート方式で、1問あたり25点で700点満点（28問）中450点（18問）以上で合格となる。
科目ごとの足きりはない。
合格率の推移
| 実施年度           | 受験者数 | 合格者数 | 合格率 |
| ------------------ | -------- | -------- | ------ |
| 1950年（昭和25年） | 30,437   | 24,171   | 79.41% |
| 1951年（昭和26年） | 15,127   | 8,029    | 53.08% |
| 1952年（昭和27年） | 10,095   | 1,669    | 16.53% |
| 1953年（昭和28年） | 8,241    | 1,459    | 17.70% |
| 1954年（昭和29年） | 7,022    | 1,686    | 24.01% |
| 1955年（昭和30年） | 7,684    | 2,620    | 34.10% |
| 1956年（昭和31年） | 8,789    | 1,496    | 17.02% |
| 1957年（昭和32年） | 9,070    | 1,700    | 18.74% |
| 1958年（昭和33年） | 8,365    | 1,128    | 13.48% |
| 1959年（昭和34年） | 8,730    | 2,849    | 32.63% |
| 1960年（昭和35年） | 9,855    | 1,406    | 14.27% |
| 1961年（昭和36年） | 9,422    | 1,508    | 16.01% |
| 1962年（昭和37年） | 9,069    | 1,811    | 19.97% |
| 1963年（昭和38年） | 10,606   | 1,407    | 13.27% |
| 1964年（昭和39年） | 11,727   | 2,527    | 21.55% |
| 1965年（昭和40年） | 12,257   | 1,437    | 11.72% |
| 1966年（昭和41年） | 13,716   | 1,687    | 12.30% |
| 1967年（昭和42年） | 13,717   | 1,948    | 14.20% |
| 1968年（昭和43年） | 13,449   | 2,306    | 17.15% |
| 1969年（昭和44年） | 13,493   | 2,894    | 21.45% |
| 1970年（昭和45年） | 15,348   | 3,167    | 20.63% |
| 1971年（昭和46年） | 16,611   | 3,541    | 21.32% |
| 1972年（昭和47年） | 18,143   | 3,669    | 20.22% |
| 1973年（昭和48年） | 19,383   | 3,694    | 19.06% |
| 1974年（昭和49年） | 22,155   | 4,498    | 20.30% |

| 実施年度           | 受験者数 | 合格者数 | 合格率 |
| ------------------ | -------- | -------- | ------ |
| 1975年（昭和50年） | 22,188   | 4,409    | 19.87% |
| 1976年（昭和51年） | 21,844   | 4,062    | 18.60% |
| 1977年（昭和52年） | 20,963   | 3,923    | 18.71% |
| 1978年（昭和53年） | 21,614   | 4,233    | 19.58% |
| 1979年（昭和54年） | 20,942   | 4,536    | 21.66% |
| 1980年（昭和55年） | 23,973   | 5,059    | 21.10% |
| 1981年（昭和56年） | 25,029   | 4,781    | 19.10% |
| 1982年（昭和57年） | 24,376   | 5,086    | 20.86% |
| 1983年（昭和58年） | 22,600   | 5,779    | 25.57% |
| 1984年（昭和59年） | 22,340   | 4,346    | 19.45% |
| 1985年（昭和60年） | 21,197   | 4,539    | 21.41% |
| 1986年（昭和61年） | 19,386   | 3,731    | 19.25% |
| 1987年（昭和62年） | 18,962   | 3,798    | 20.03% |
| 1988年（昭和63年） | 19,215   | 3,537    | 18.41% |
| 1989年（平成元年） | 19,530   | 3,573    | 18.29% |
| 1990年（平成2年）  | 18,353   | 3,202    | 17.45% |
| 1991年（平成3年）  | 18,858   | 3,396    | 18.01% |
| 1992年（平成4年）  | 19,374   | 3,840    | 19.82% |
| 1993年（平成5年）  | 19,772   | 3,457    | 17.48% |
| 1994年（平成6年）  | 21,391   | 4,407    | 20.60% |
| 1995年（平成7年）  | 23,317   | 4,538    | 19.46% |
| 1996年（平成8年）  | 25,324   | 4,897    | 19.34% |
| 1997年（平成9年）  | 26,610   | 5,336    | 20.05% |
| 1998年（平成10年） | 25,360   | 4,531    | 17.87% |
| 1999年（平成11年） | 23,757   | 4,015    | 16.90% |

| 実施年度           | 受験者数 | 合格者数 | 合格率  |
| ------------------ | -------- | -------- | ------- |
| 2000年（平成12年） | 21,874   | 4,414    | 20.18%  |
| 2001年（平成13年） | 19,749   | 4,550    | 23.04%  |
| 2002年（平成14年） | 18,566   | 2,237    | 12.05%  |
| 2003年（平成15年） | 17,102   | 2,294    | 13.41%  |
| 2004年（平成16年） | 15,449   | 3,844    | 24.88%  |
| 2005年（平成17年） | 13,189   | 3,726    | 28.25%  |
| 2006年（平成18年） | 11,583   | 2,716    | 23.45%  |
| 2007年（平成19年） | 11,052   | 2,654    | 24.01%  |
| 2008年（平成20年） | 10,858   | 2,435    | 22.43%  |
| 2009年（平成21年） | 10,520   | 2,704    | 25.70%  |
| 2010年（平成22年） | 10,387   | 2,757    | 26.54%  |
| 2011年（平成23年） | 10,233   | 2,192    | 21.42%  |
| 2012年（平成24年） | 10,551   | 4,289    | 40.65%  |
| 2013年（平成25年） | 10,596   | 2,248    | 21.22%  |
| 2014年（平成26年） | 11,118   | 4,417    | 39.73%  |
| 2015年（平成27年） | 11,608   | 3,251    | 28.01%  |
| 2016年（平成28年） | 13,278   | 4,767    | 35.90%  |
| 2017年（平成29年） | 14,042   | 6,639    | 47.27%  |
| 2018年（平成30年） | 13,569   | 4,555    | 33.57%  |
| 2019年（令和元年） | 13,764   | 4,924    | 35.77%  |
| 2020年（令和2年）  | 10,361   | 3,138    | 30.29%  |
| 2021年（令和3年）  | 12,905   | 4,490    | 34.79%  |
| 2022年（令和4年）  | 12,556   | 5,540    | 44.12%  |
| 2023年（令和5年）  | 13,480   | 4,342    | 32.21%  |
| 2024年（令和6年）  | 13,633   | 4,276    | 31.37%  |
| 2025年 (令和7年)   | 13,363   | 6,837    | 51.16％ |

受験対策

## 沿革
- 1949年（昭和24年）9月1日 : 測量法により資格を新設。
- 1950年（昭和25年）5月6日 : 第1回試験を実施[6]。
  - 7月31日 : 土地家屋調査士法が公布され、測量士または測量士補は土地家屋調査士となり得る資格とされた[5]。
  - 8月28日 : 第1回試験合格者を公告[2]。
- 1960年（昭和35年）4月1日 : 不動産登記法の一部を改正する等の法律（昭和35年法律第14号）附則第17条により土地家屋調査士法が改正したことにより、測量士もしくは測量士補または建築士となる資格を有する者は、土地家屋調査士試験のうち土地および家屋の調査および測量についての平面測量および作図の試験を免除することとされた。（経過規定により改正法の施行の際現に土地家屋調査士名簿に登録を受けている者および昭和35年9月30日までに土地家屋調査士名簿に登録を受ける者の土地家屋調査士の資格に関しては従前の例による。）
- 1969年（昭和44年）11月23日 : 沖繩における免許試験および免許資格の特例に関する暫定措置法の施行に伴い、琉球政府において試験が開始される[7]。